# Croton astraeatus
Espèce
Croton astraeatus est une espèce de plantes à fleurs du genre Croton et de la famille des Euphorbiaceae, présente au Brésil (Bahia, Ceará, État de Rio de Janeiro).
Il a pour synonymes :
- Croton klotzschii, Müll.Arg., 1865
- Croton klotzschii forma divaricatus Müll.Arg., 1865
- Croton klotzschii var. genuinus Müll.Arg.,
- Croton klotzschii var. intermedius Müll.Arg., 1873
- Croton klotzschii var. latifolius Müll.Arg., 1864
- Croton klotzschii forma major Müll.Arg., 1873
- Croton klotzschii forma minor Müll.Arg., 1873
- Croton klotzschii var. oblongifolius Müll.Arg., 1865
- Croton klotzschii forma prunifolius Müll.Arg., 1866